# Huker

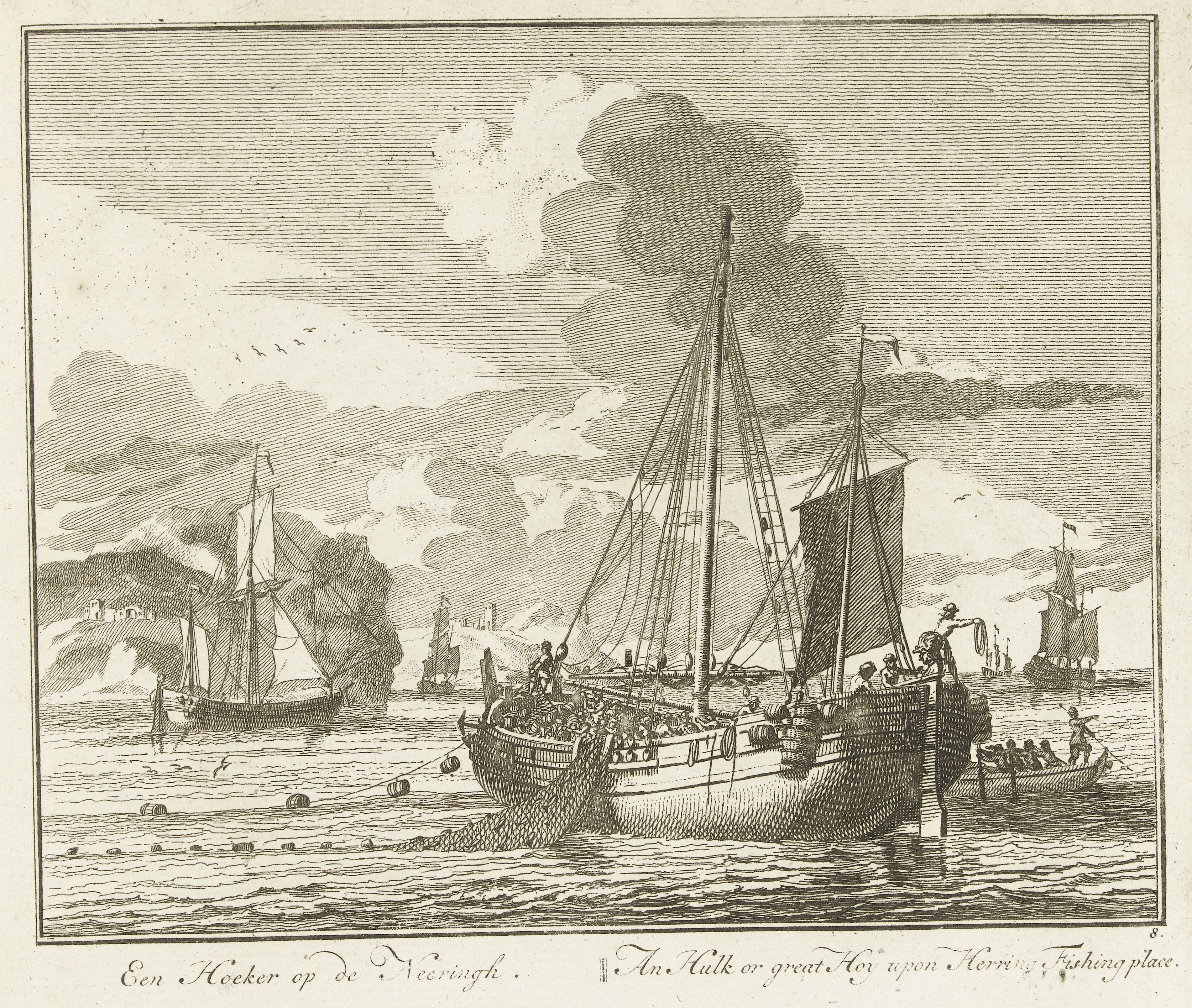
Ein Huker auf den Fischgründen (Adolf van der Laan, 1720–1730)

Der Huker (auch Hukker, niederländisch Hoeker) war im 17. und 18. Jahrhundert neben der Büse der bedeutendste Fischereischiffstyp in der Nordsee. Der Begriff wird heute auch als abwertende Bezeichnung für ein Schiff verwendet.

## Geschichte
Die Bezeichnung Huker leitet sich von Huk bzw. Hoek (Landzunge) ab, bezeichnen also ein Schiff, das in der Lage war, diese zu umschiffen. In ihrer Bauweise ähnelt der Huker anderen zeitgenössischen holländischen Schiffstypen, wie Fleute und Büse. Eingesetzt wurden Huker in erster Linie zur Fischerei und zu Eismeerfahrten (Robbenschlag), seltener als Handels- und Kriegsschiff. Im 19. Jahrhundert wurden die Huker langsam durch Schnellsegler mit weniger völligen Formen verdrängt.

## Beschreibung
Huker besaßen meist einen Großmast mit drei Rahsegeln und einen Treibermast mit einem Gaffelsegel. Große Huker hatten oft auch Rahsegel am Treibermast. Am Bugspriet fanden ein oder mehrere Stag-Vorsegel Verwendung. Die seetüchtigen Schiffe waren stark völlig gebaut, mit steilem Steven und Rundgatt. Ihre Zuladung lag zwischen 100 und 120 Tonnen. Im 18. Jahrhundert führten sie noch Rahsegel. Der Großmast konnte bei einigen Typen zum Fischen mit Schleppnetz umgelegt werden.